# 博马舍大道
博马舍大道（Boulevard Beaumarchais）是巴黎第三区、第四区和十一区的一条街道。这条大道开始于巴士底路（rue de la Bastille）和勒努瓦大道拐角处，止于rues du Pont aux Choux和圣塞巴斯蒂安路（rue Saint-Sébastien）交界处，连接巴士底广场和大道（Boulevard des Filles-du-Calvaire）。
博馬舍大道的路上种植了树木，1670年6月7日，根据国王查理五世的命令拆除城墙修筑，名为Le Cours、圣安托万大道（Boulevard Saint-Antoine）或圣安托万门大道（Boulevard de la Porte Saint-Antoine）。 
23号设有带花园的芒萨尔酒店（Hôtel Mansart）。这家博马舍的酒店位于勒努瓦大道和博马舍大道拐角处。  